# Pseudobrephos
Pseudobrephos är ett släkte av fjärilar. Pseudobrephos ingår i familjen mätare.
Kladogram enligt Catalogue of Life:
| Pseudobrephos | \| \| Pseudobrephos baynei \| \| \| \| \| \| Pseudobrephos costiplaga \| \| \| \| |
|               | \| \| Pseudobrephos baynei \| \| \| \| \| \| Pseudobrephos costiplaga \| \| \| \| |
|               | Pseudobrephos baynei                                                              |
|               |                                                                                   |
|               | Pseudobrephos costiplaga                                                          |
|               |                                                                                   |